# 1976年モントリオールオリンピックのバミューダ選手団
1976年モントリオールオリンピックのバミューダ選手団（1976ねんモントリオールオリンピックのバミューダせんしゅだん）は、1976年にモントリオールで開催されたオリンピックのバミューダ選手団。

## メダル

### 銅
- クラレンス・ヒル — ボクシング、男子ヘビー級

これはオリンピックにおけるバミューダ代表の唯一のメダルである。これにより、バミューダは夏季オリンピックのメダルを獲得した人口の最も少ない国・地域となった。